# 叉毛瓦韋蚜
叉毛瓦韋蚜（学名：Macromyzus woodwardiae）为常蚜科毛瓦韋蚜屬下的一个种。